# Пинацианол
Пинациано́л (1,1'-диэтил-2,2'-карбоцианиниодид) — органическое соединение, полиметиновый краситель с химической формулой C25H25N2I, относящийся к группе симметричных карбоцианинов. Синтезирован в 1905 году Бенно Гомолкой, применялся как оптический сенсибилизатор для красного диапазона. Свойства пинацианола позволили начать производство фотоматериалов, получивших название панхроматических, с чувствительностью ко всему видимому человеком диапазону спектра.
Торговые названия: хинальдиновый синий, сенситол красный (Великобритания, Ilford), эритрохром, C. I. 808.

## История
В начале XX века, доктором Эрнстом Кёнигом, руководившим в лаборатории фирмы Höchst исследованиями по получению фотографических сенсибилизаторов, а также рядом его коллег было получено значительное количество соединений, позволявших сенсибилизировать фотографические материалы вплоть до оранжевого диапазона видимого излучения. Но работы по сенсибилизации к красному диапазону сталкивались с рядом проблем, не позволявшим получить качественную сенсибилизацию. Эти проблемы были решены получением пинацианола Бенно Гомолкой в 1905 году. Полученный краситель давал сильную и качественную сенсибилизацию к красным лучам. Для получения пинацианола Гомолка проводил реакцию конденсации, аналогичную той, что проводится для получения этилового красного, но в присутствии формальдегида либо хлороформа.
Из-за сильного различия свойств между старыми красителями и пинацианолом, было очевидно, что он относится к новой группе цианиновых красителей, но структуру красителя точно установили лишь Миллз и Хаммер, в работах, опубликованных в 1920 году. Группа получила название карбоцианинов и, в отличие от предыдущих цианиновых красителей, связанных монометиновой цепью =CH-, имела связь между хинолиновыми ядрами, состоящую из триметиновой цепи =CH-CH=CH- .
Первые фотопластинки, получившие коммерческое название панхроматические, были выпущены на рынок в 1906 году фирмой Wratten and Wainwright, Ltd. Они были очувствлены смесью пинацианола и пинахрома, имели значительно более высокую светочувствительность, чем пластинки предыдущего поколения и позволяли снимать фотографии в красном свете с короткой выдержкой.

## Физические и химические свойства
Тёмно-зелёный порошок. Молярная масса — 480,38 г/моль, температура плавления — 295 ° C. Растворим в этиловом спирте (0,05—0,2 г / 100 мл) в зависимости от вида соли, хлорид растворим лучше иодида. Растворим в пиридине, несколько лучше, чем в спирте; также растворим в бензоле. Очень плохо растворим в воде, растворимость приблизительно немногим больше, чем у хлорида серебра, из водных растворов почти полностью экстрагируется хлороформом. Спиртовой раствор имеет синий цвет, с максимумом поглощения λmax = 604 нм, при этом и сам краситель и его растворы быстро обесцвечиваются под действием света. На фотографическую эмульсию оказывает сенсибилизирующее действие с максимумом в области 570—660 нм.
Краситель обесцвечивается сильными кислотами, но в отличие от изоцианинов, полностью обесцвечивающихся при pH 5, процесс обесцвечивания пинацианола не идёт до конца даже при pH 2.
Смесь пинацианола и пинафлавола в соотношении 10:1 даёт перекрывающуюся область сенсибилизации, а также проявляет суперсенсибилизирующие свойства, выражающиеся во взаимном расширении областей сенсибилизации и усилении чувствительности на обоих участках.
Введение диэтокси-заместителей в положения 6,6' даёт другой сенсибилизирующий краситель — пинахромовый синий.
В кислой среде при pH 3—4 образует плохо растворимое соединение с ионами вольфрама(IV) и имеющее молярное соотношение один эквивалент вольфрама к двум эквивалентам красителя. Соединение имеет розовый цвет с максимумом поглощения в точке 504 нм. Если же вольфрам в растворе содержится в избытке по отношению к пинацианолу, то соединение образуется с отношением три эквивалента вольфрама к одному эквиваленту красителя и имеет жёлтый цвет с максимумом поглощения в точке 465 нм.

## Получение
Получают взаимодействием иодэтилата хинальдина и триэтилортоформиата.
Предлагался другой способ, быстро потерявший практическое применение. В нем пинацианол получался взаимодействием смеси иодэтилатов хинолина и хинальдина с формалином, при этом иодэтилат хинолина не участвует в реакции, но при его использовании повышается выход.

## Применение
Применялся в фотографии как сенсибилизатор для красной части спектра. Малопригоден в смесях, предназначенных для сенсибилизации к зелёному свету, помимо красного, так как десенсибилизирует в этой области. Вместо него в этих случаях можно применить пинахром фиолетовый, спектр сенсибилизации которого похож на тот, что дает пинацианол. Для сенсибилизации бромидных фотографических эмульсий применяются концентрации порядка 0,05 % от веса бромида серебра.
В микроскопии применяется для окраски гистологических препаратов.
В аналитической химии употребляют для титриметрического определения ионов четырёхвалентного вольфрама.

## Безопасность
Высокотоксичен при вдыхании, токсичен при контакте с кожей. Вызывает раздражение кожи и глаз. Рейтинг NFPA 704: опасность для здоровья: 4, огнеопасность: 0, нестабильность: 0.